# Ash (Derbyshire)
Ash est une paroisse civile du South Derbyshire, en Angleterre.

## Histoire
La localité est répertoriée dans le Domesday Book achevé en 1086 sous le nom de Ashe, dans la subdivision (hundred) d'Appletree, appartenant à Henry of Ferrers et valant trente shillings. Le village apparaît encore sous le nom d'Ashe dans une carte du Derbyshire réalisée entre 1645 et 1648 par Johannes Blaeu ; après 1770, il est généralement écrit Ash.